# 欧隆
欧隆（法語：Aulon，法語發音：[olɔ̃]）是法国上加龙省的一个市镇，属于圣戈当区。

## 地理
欧隆（43°11'29"N, 0°49'11"E）面积14.9 平方千米，位于法国奧克西塔尼大區上加龙省，该省份为法国西南部内陆省份，西南端与西班牙接壤，自此顺时针与上比利牛斯省、热尔省、塔恩-加龙省、塔恩省、奥德省和阿列日省接壤。
与欧隆接壤的市镇（或旧市镇、城区）包括：卡萨尼亚贝尔图尔纳、卡兹讷沃蒙托、拉图、佩鲁泽、圣埃利塞格朗、圣马尔塞、塞普。

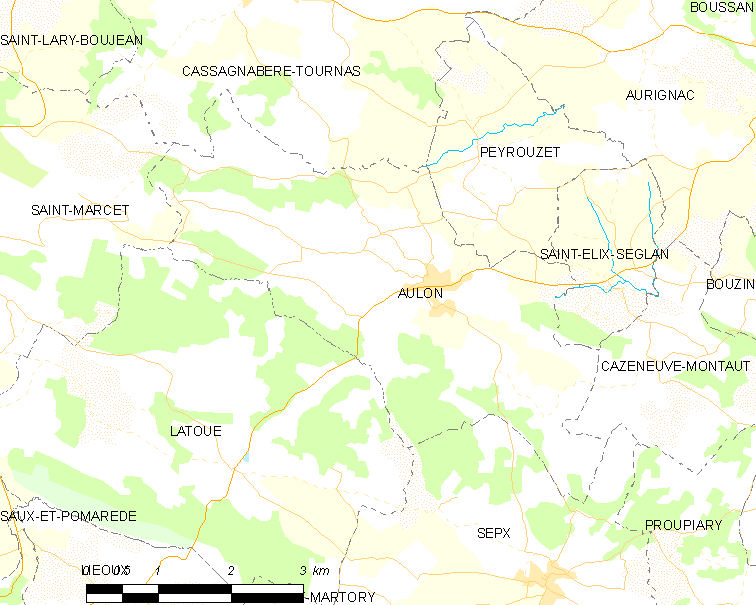
欧隆的OSM定位图

欧隆的时区为UTC+01:00、UTC+02:00（夏令时）。

## 行政
欧隆的邮政编码为31420，INSEE市镇编码为31023。

## 政治
欧隆所属的省级选区为卡泽尔县。

## 人口

1962-2008年间欧隆人口变化图示

欧隆于2022年1月1日时的人口数量为313人。